# Ansermanuevo
Ansermanuevo es un municipio colombiano situado en el departamento del Valle del Cauca. Fundado el 15 de agosto de 1539, por el Mariscal Jorge Robledo, se convirtió en municipio por la ordenanza del 29 de abril de 1925. Formó parte en 1811 de las Ciudades Confederadas del Valle del Cauca.

## Historia

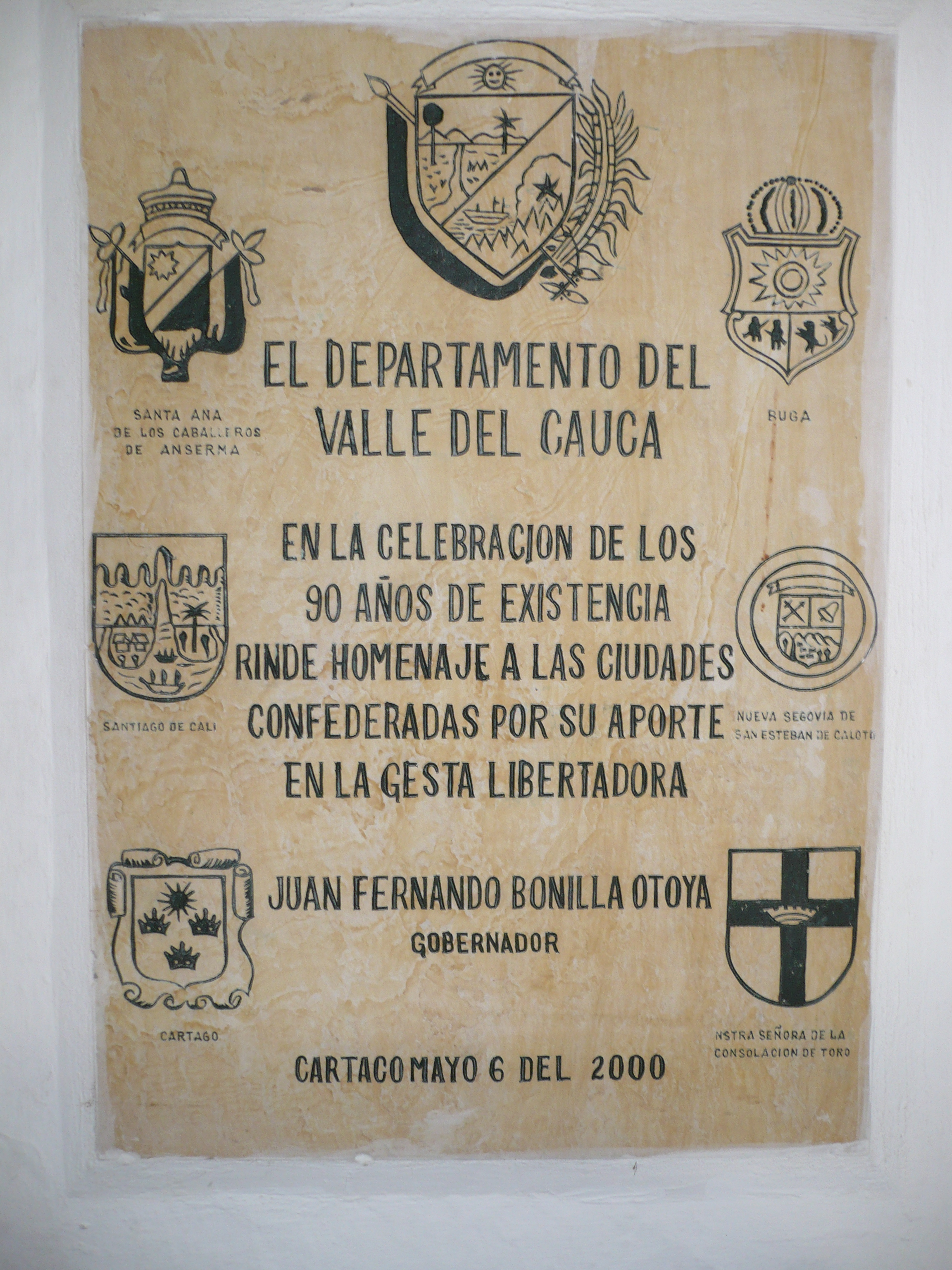
Placa de Homenaje a las Ciudades Confederadas, en la Casa del Virrey, en Cartago.

Existió primero un territorio llamado “Anserma”, denominado así por Sebastián de Belalcázar en 1536, antes de fundarse una población. 
La primera entidad territorial que organizan los españoles en el noroccidente colombiano es la Ciudad-Provincia de Anserma, con el nombre de Santa Ana de los Caballeros, fundada el 15 de agosto de 1539 por el capitán Jorge Robledo, por comisión de Lorenzo de Aldana, comandante de las tropas peruanas de Belalcázar; renombrada “San Juan” por Pascual de Andagoya en 1540, y llamada definitivamente “Anserma” por Belalcázar en 1541.
Este municipio posee un archivo de su cabildo desde 1690 y protocolos en su notaría desde 1668. La ciudad que recibió los nombres de "Santa Ana de los Caballeros", "Villa de San Juan", "Anserma" y por último "Ansermanuevo", tuvo tres ubicaciones diferentes en el correr de los siglos: en el valle de Guarma, en donde fue fundada; luego estuvo en el mismo lugar que hoy ocupa Anserma (Caldas) y después en el sitio en el que hoy se encuentra ubicada.
La gran mayoría de sus habitantes, junto con las autoridades, el cura, y el libro de registro, emigraron al sitio actual en 1722, en ese entonces también territorio caucano, para poblar la "Nueva Anserma" (Ansermanuevo).
La "Vieja Anserma" desapareció como ciudad, en su lugar quedaron unas pocas familias. A finales del siglo XIX llegaron inmigrantes antioqueños a las ruinas de la antigua ciudad, estos techaron muros, construyeron ranchos y la localidad empezó a resurgir como Corregimiento de Anserma.
El Comité de Patrimonio Mundial de la Organización de las Naciones Unidas para la Educación, la Ciencia y la Cultura – UNESCO inscribió en la Lista de Patrimonio Mundial el Paisaje Cultural Cafetero el 25 de junio de 2011 y en ella incluyó la zona rural de Ansermanuevo.

## Geografía
Municipio montañoso y con relieve correspondiente a la Cordillera Occidental a una altitud de 953 m.  Destacan los accidentes geográficos de las cuchillas Cominales, Diamantina, La Chiquita, Las vueltas y Santa Bárbara; los altos Careperro, Cascarillo, Indio, Morro Rico, Oso, Pan de Azúcar, Peñas Blancas y Reventazón.
Sus tierras se reparten en 89 km² de piso cálido; 200 en medio y 19 en frío.

### Límites municipales
|                 | Norte: El Águila RISARALDA |               |
| Oeste: El Cairo |                            | Este: Cartago |
|                 | Sur: Toro Argelia          |               |

### Hidrografía
Es recorrida por los ríos Cañaveral, Catarina, Cauca y Chanco, además de otros con pequeño caudal.

## División Político-Administrativa
Además de su Cabecera municipal. Ansermanuevo tiene bajo su jurisdicción los siguientes Centros poblados:
- Anacaro
- El Billar
- El Vergel
- Gramalote
- Salazar

## Actividades culturales

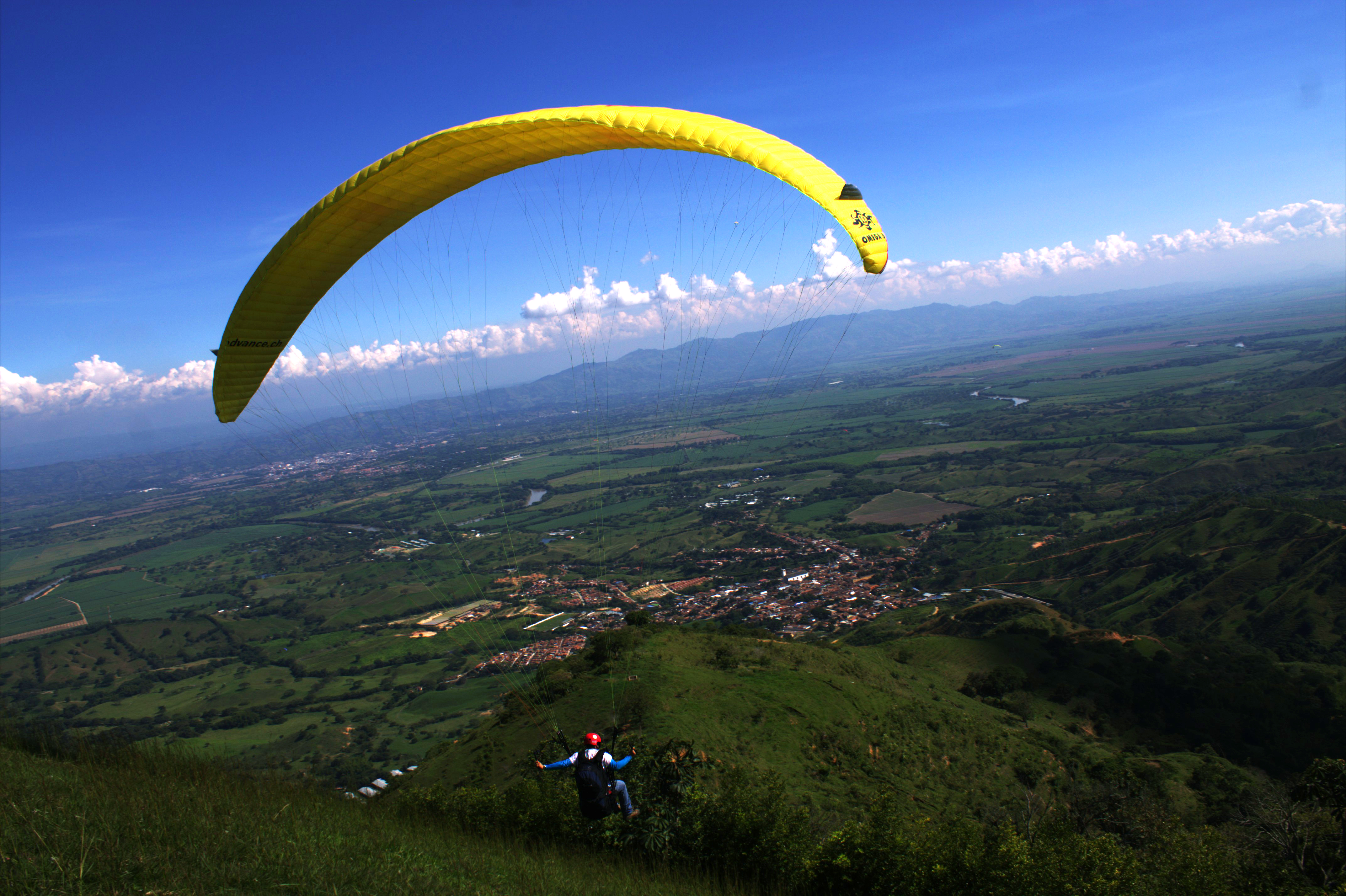
Parapentismo en Ansermanuevo.

En Ansermanuevo hay actividades culturales tales como las fiestas patronales de Santa Ana quien es patrona de este municipio y las fiestas aniversarias que están entre las mejores del occidente de Colombia: También es reconocido por su arte del bordado y el calado y por ello se le conoce como "la cuna del bordado y el calado".

## Economía
La agricultura es la principal fuente de ingreso familiar y tradicionalmente está representada por el cultivo del café. Y otros productos agrícolas como frutas y hortalizas constituyen una fuente en la región, y tipos de alternativas económicas como son la ganadería.

## Sitios de interés y eventos

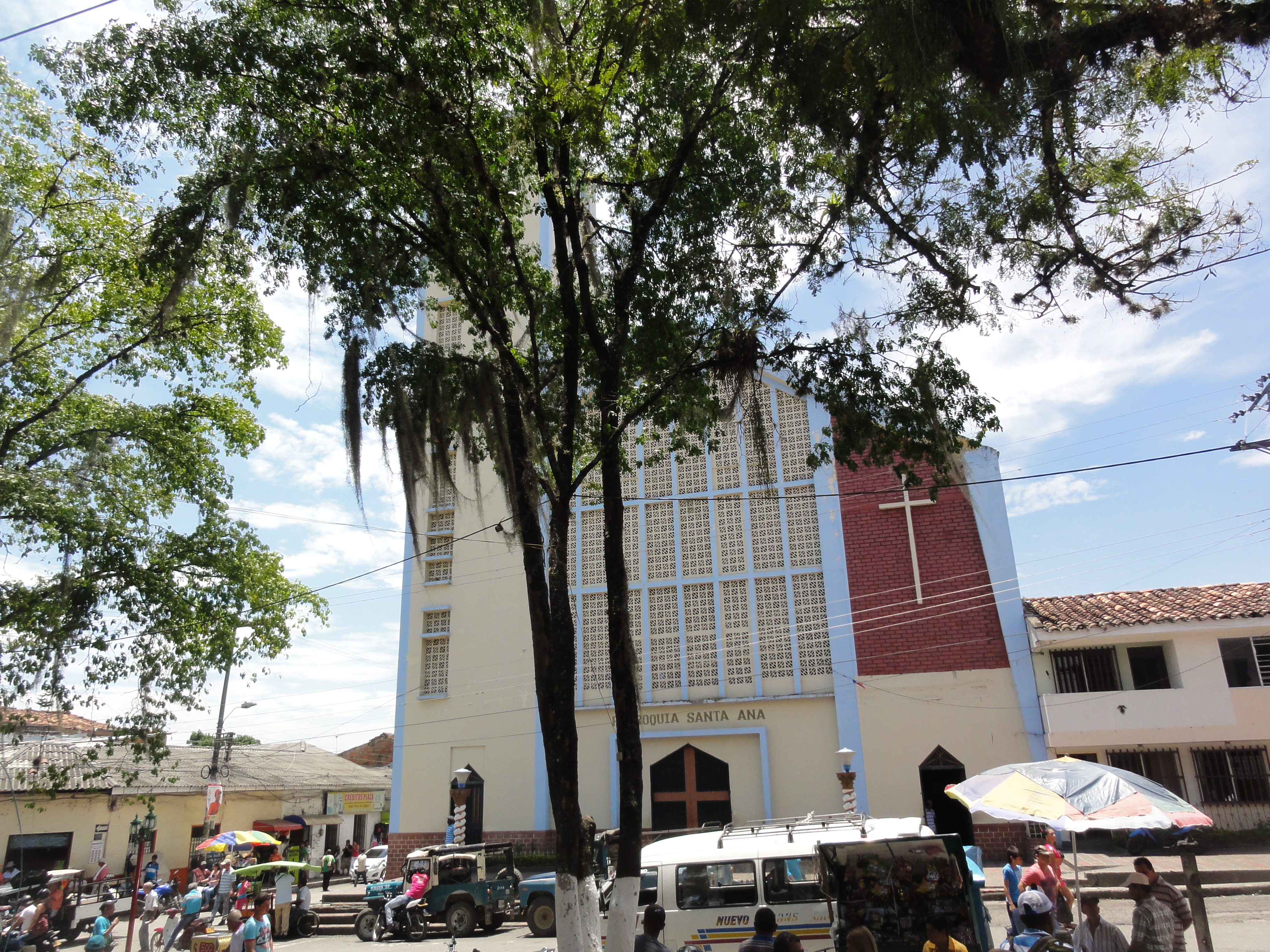
Parroquia Santa Ana.

- Balneario Lomás Travel (corregimiento Gramalote).
- El Río Catarina.
- El Río Cañaveral.
- Corregimiento de San Agustín.
- Parroquia Santa Ana de los Caballeros
- Río Chanco en la vía que conduce al municipio de Toro.
- Centro Recreativo La pedrera.
- Ciclo vía: Ansermanuevo - Cartago.
- Estadio Municipal Rogelio Salazar de la Pava.
- Trapiche Panelero Catarina (Vía corregimiento El Vergel).
- Cascada Los Chorros en el sitio la Tolda en la vereda La Puerta.
- Wayra, zona de despegue para parapentismo.

Cada año se celebran las Fiestas Aniversarias o Ferias del Calado y del Bordado en el mes de agosto. También, se celebran las fiestas patronales de Santa Ana en el mes de julio.

## Servicios públicos
- Energía Eléctrica: Celsia, es la empresa prestadora del servicio de energía eléctrica.[10]
- Gas Natural: Gases de Occidente es la empresa distribuidora y comercializadora de gas natural en el municipio.